# Flex (Betriebssystem)

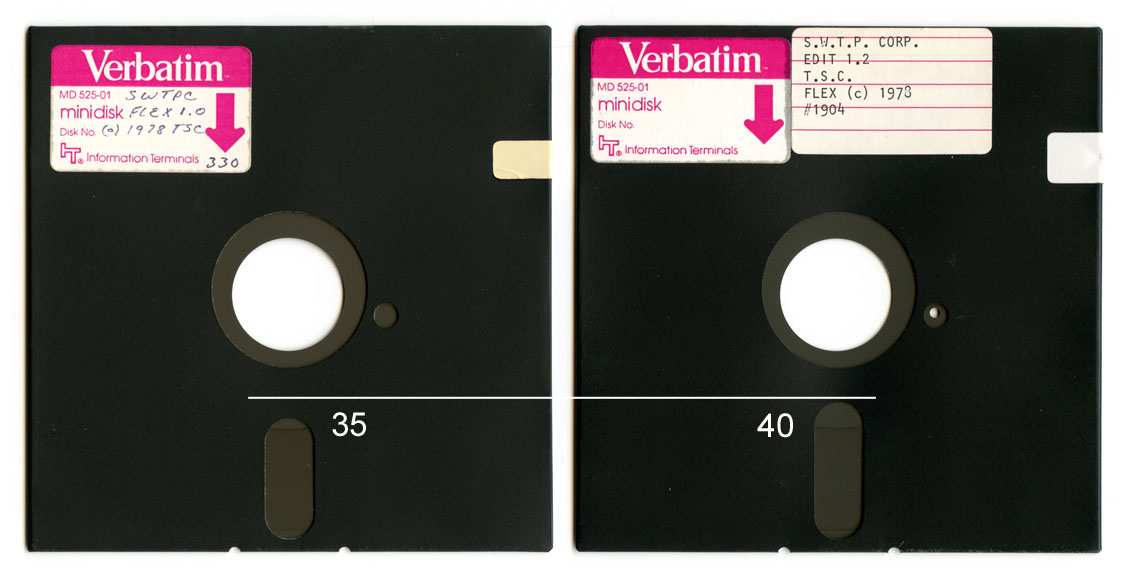
5¼-Zoll-Disketten mit 35 bzw. 40 Spuren mit FLEX

FLEX ist ein Betriebssystem, das in den 1970er Jahren vom Unternehmen Technical Systems Consultants, Inc. (TSC) für die Motorola-Prozessoren 6800 und 6809 entwickelt wurde.
Es ist ein diskettenbasiertes Betriebssystem, für das es recht viele Programmiersprachen gab. Es gilt als eines der erfolgreichsten Betriebssysteme aus der Frühzeit des Personal Computers.
1976 erschien die Version MiniFLEX 1.0 für einen Heimcomputer-Bausatz von SouthWest Technical Products (SWTP) in Verbindung mit 5¼-Zoll-Diskettenlaufwerken von Shugart Associates, sie wurde wenig später durch FLEX 1.0 ersetzt. Ebenfalls unterstützt wurden 8-Zoll-Diskettenlaufwerke. Die Version für den 6809 nannte sich FLEX 9. In Deutschland wurde das Betriebssystem von der Firma Fischer Software Stuttgart zur Entwicklung von Apotheken-Software eingesetzt. FLEX wurde von der Firma Compusense Ltd. als Betriebssystem für den Dragon 64 Heimcomputer angeboten.
FLEX wurde zu UniFLEX – einem Unix-ähnlichen System – weiterentwickelt. Etliche der TSC-Computersprachen wurden auf UniFLEX portiert. UniFLEX ist aber praktisch nie verkauft worden.